# Sword's Song
Sword's Song – drugi album fińskiego zespołu epicmetalowego Battlelore, wydany w lipcu 2003 roku przez wytwórnię Napalm Records. Jak w przypadku pozostałych albumów tego zespołu, teksty utworów oparte są na Śródziemiu J.R.R. Tolkiena.

## Twórcy
- Kaisa Jouhki – śpiew
- Patrik Mennander – śpiew
- Jussi Rautio – gitara
- Jyri Vahvanen – gitara
- Miika Kokkola – gitara basowa
- Maria – instrumenty klawiszowe
- Henri Vahvanen – perkusja

### Gościnnie
- Eric Zacharias – dodatkowy syntezator
- Tommi Havo – śpiew
- Miitri Aaltonen – śpiew

## Lista utworów
1. „Sons of Riddermark” – 4:04
2. „Sword's Song” – 4:05
3. „The Mark of the Bear” – 4:24
4. „Buccaneers Inn” – 3:52
5. „Attack of the Orcs” – 3:11
6. „Dragonslayer” – 3:28
7. „Khazad-Dûm Pt.2 (Silent Caverns)” – 4:05
8. „Horns of Gondor” – 3:49
9. „The War of Wrath” – 3:55
10. „Forked Height” – 3:16
11. „Starlight Kingdom” – 4:26
12. „The Curse of the Kings” – 3:57 (utwór dodatkowy)